# Stevica Ristić
Stevica Ristić, makedonski nogometaš, * 23. maj 1982.
Za makedonsko reprezentanco je odigral 17 uradnih tekem in dosegel en gol.